# Heizei Tennō
Heizei Tennō (平城天皇) (774-824) fue el 51.er emperador de Japón, de acuerdo con el orden tradicional de sucesión. Gobernó de 806 hasta su abdicación en 809 en favor de su hermano menor, Príncipe Kamino, que sería luego el Emperador Saga. El título Heizei deriva del nombre oficial de la capital de Nara, Heizei Kyō. Fue llamado a menudo Nara no Mikado, Emperador de Nara.
Fue hijo de Kanmu Tennō y de la emperatriz Fujiwara no Otomuro.
Antes de llegar al trono, su romance con Fujiwara no Kusuko, la madre de su consorte, causó un escándalo. A causa de este escándalo, su padre consideró despojarle del rango de príncipe de la corona.
Tras abdicar en su hermano menor, se trasladó a Nara y planeó trasladar la capital otra vez de Kioto a Nara. El nuevo Emperador Saga simuló que estaba de acuerdo con él, pero planeaba hacer caso omiso de esta idea para reducir la influencia del antiguo emperador. En 810 intentó provocar una rebelión en Nara con Kusuko, pero fue derrotado. Kusuko se suicidó y Heizei se convirtió en un monje budista. Su hijo, el príncipe Takaoka, fue despojado de su rango y Saga designó a su propio hijo para el cargo de nuevo príncipe.
| Predecesor: Kanmu Tennō | Emperador de Japón 806 - 809 | Sucesor: Saga Tennō |

- Datos: Q353558
- Multimedia: Emperor Heizei / Q353558